# 발생반복설
발생반복설(Recapitulation theory)은 에른스트 헤켈의 역사적 가설의 하나로, 동물의 개체 발육은 계통 발생이 되풀이한다는 학설이다.
배아가 여러 방법으로 진화하는 것으로 간주되므로 이론의 단점이 20세기 초에 인식되어 20세기 중순에 이 개념은 생물학적 미신으로 격하되었다.